# Panula ordinans
Panula ordinans är en fjärilsart som beskrevs av Walker 1858. Panula ordinans ingår i släktet Panula och familjen nattflyn. Inga underarter finns listade i Catalogue of Life.